# Pytheas (Toreut)
Pytheas, auch Pythias, (altgriechisch Πυθέας) war ein antiker griechischer Toreut (Metallarbeiter) und Silberschmied, der wahrscheinlich im 1. Jahrhundert v. Chr. tätig war.
Pytheas ist nicht mehr durch überlieferte Werke, sondern nur noch durch die literarische Überlieferung bekannt. Er ist an einer Stelle der Naturalis historia beim älteren Plinius erwähnt, die auf die Bedeutung des Kunsthandwerkers eingeht. Für eine Treibarbeit in Silber, ein Emblema mit der Darstellung des Palladionraubs durch Odysseus und Diomedes, mit einem Gewicht von zwei Unzen, erhielt er 10.000 Denare. Daneben wurden von ihm wohl Trinkgefäße mit Genrebildern geschaffen.